# Martin Mylius

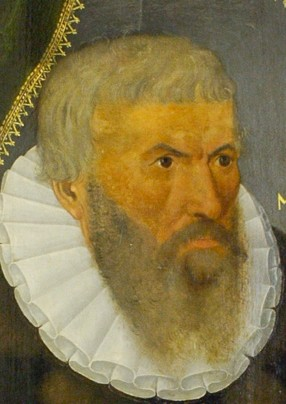
Ausschnitt eines Porträts (1608, Künstler unbekannt) im Kulturhistorischen Museum Görlitz

Martin Mylius (* 5. November 1542 in Görlitz; † 27. Juli 1611 ebenda) war Dichter, Historiker, Theologe, Philosoph, Rektor, Lehrer und Schriftsteller. 1601 verlieh ihm Paul Melissus die Dichterkrone. Zu seinen Schülern gehörten die Söhne hoher Adliger.

## Leben
Mylius, ein Sohn des Tuchmachers Johann Mühl(e) und der Anna, geb. Schuppe, auch Schöpf(in), besuchte die Görlitzer Schule, bevor er ab 1563 in Leipzig und ab November 1567 in Wittenberg studierte. Am 10. September 1568 wurde er durch den Görlitzer Rat an das Augustum berufen, wo er 1572, nachdem Balthasar Walther in den Ruhestand ging, dritter Rektor wurde. Am 9. März 1574 erwarb Mylius in Wittenberg den Magistergrad. 1584 trat Joachim Meister (1532–1587) von seinem Rektorenamt in Görlitz zurück, wodurch Mylius zweiter Rektor (Prorektor) unter Laurentius Ludovicus (* 8. August 1536; † 15. April 1594) wurde, den Mylius bis 1594 tatkräftig unterstützte. Am 6. Juni dieses Jahres ersetzte der zum ersten Rektor gewählte Mylius den zwei Monate zuvor verstorbenen Ludovicus. 1595 entstand der erste beständige Fonds am Augustum. Der Schule wurde unter Mylius wie schon lange Jahre zuvor Kryptokalvinismus angelastet.
Mylius unterrichtete die Söhne von Johann Bernhard, Joachim und Otto Heinrich von Maltzan und der böhmischen Barone Albert Wenzelslaus und Albert Johann von Smirziz. Wilhelm Slavatas Bruder Michael Slavata, Johann Zaruba von Hustirzan und die polnischen Barone Johann und Franziscus Kilsky zählten auch zu seinen Schülern. Mylius unterhielt zudem einen wissenschaftlichen Briefwechsel mit Gelehrten beispielsweise aus Böhmen, Schlesien und der Schweiz.
Am 8. März 1608 wurde Mylius, nachdem er wegen Kränklichkeit nach 40 Jahren am Augustum darum gebeten hatte, aus dem Dienst entlassen. Er starb am 27. Juli 1611.

## Schriften
- Epistolae aliquot D. Martini Luteri, Görlitz 1579.
- Testimonia D. Martini Lutheri de socio laborum et periculorum suorum Philippo Melanchthone, Görlitz 1580 (Digitalisat).
- Narrationes historicae, Görlitz 1581.
- Chronologia scriptorum Philippi Melanchthonis, Görlitz 1582 (Digitalisat).
- Doctrina de periodis ex scholis Sturmianis, Görlitz 1588.
- Apophtegmata morientium, Görlitz 1592.
- Sterbenszkunst, Görlitz 1593.
- Hortus philosophicus consitus in studio, Görlitz 1597 (Digitalisat).
- Homo Philologus, Görlitz 1606.